# Tomsk
Tomsk (ros. Томск) – miasto w Rosji, położone na Nizinie Zachodniosyberyjskiej, nad rzeką Tom (70 km od jej ujścia do Obu), liczące 576,6 tys. mieszkańców (2020). Miasto jest ważnym ośrodkiem naukowym, w którym istnieje 7 szkół wyższych, w tym najstarsza uczelnia Syberii, Narodowy Badawczy Tomski Uniwersytet Państwowy założony w 1878 roku.

## Historia

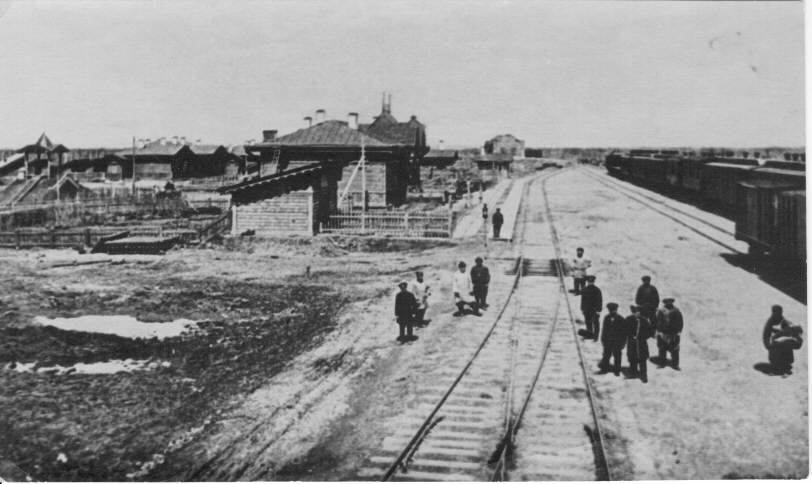
Tomsk, dworzec 1904

Miasto zostało założone w 1604 roku, a w 1804 zostało stolicą guberni. Rozwinął się jako duży ośrodek handlowy, w związku z rozwojem wydobycia złota w guberniach tomskiej i jenisejskiej.
Od XVII w. miejsce zesłania. Był także jednym z miejsc zsyłek Polaków na Syberię. W Tomsku znajduje się parafia oraz kościół katolicki, zwany Kościołem Polskim, wzniesiony w 1833 przez polskich zesłańców jako pierwszy katolicki kościół zachodniej Syberii.
Pod koniec XIX wieku stracił na znaczeniu w związku z tym, że ominął go szlak Kolei Transsyberyjskiej.
W grudniu 1917 powołano tu Syberyjską Dumę Obwodową.
W latach 1918–1919 pod rządami Korpusu Czechosłowackiego, zdobyty przez bolszewików w grudniu 1919 roku. W 1944 stał się stolicą obwodu tomskiego. W 1966 miasto liczyło 311 tys. mieszkańców.
Na północ od Tomska usytuowano tzw. Tomsk-7 (obecnie Siewiersk), zamknięte miasto, w którym dokonywano m.in. wzbogacania paliwa atomowego.
Tomsk był jednym z miejsc, gdzie w czasie I wojny światowej i po niej, w obozach jenieckich przebywało wielu Polaków – jeńców, którzy dostali się do niewoli w mundurach niemieckich. Byli to Polacy z zaboru pruskiego, wcieleni do wojska wbrew swej woli.

## Demografia
Skład narodowościowy i etniczny na przestrzeni lat na podstawie danych rosyjskich:
| - 1897: 1. Rosjanie: 45 106 (86,39%) 2. Żydzi: 3016 (5,78%) 3. Tatarzy: 1624 (3,11%) 4. Polacy: 1184 (2,27%) 5. Niemcy: 417 (0,80%) 6. Ukraińcy: 355 (0,68%) | - 2002: 1. Rosjanie: 445 225 (91,26%) 2. Tatarzy: 9900 (2,03%) 3. Ukraińcy: 6681 (1,37%) 4. Niemcy: 5653 (1,16%) 5. Azerowie: 2899 (0,59%) 6. Białorusini: 2049 (0,42%) 7. Ormianie: 1530 (0,31%) 8. Czuwasze: 1231 (0,25%) | - 2010: 1. Rosjanie: 474 810 (91,76%) 2. Tatarzy: 8896 (1,72%) 3. Ukraińcy: 5093 (0,98%) 4. Niemcy: 3816 (0,74%) 5. Uzbecy: 3264 (0,63%) 6. Azerowie: 2894 (0,56%) 7. Ormianie: 2124 (0,41%) 8. Białorusini: 1434 (0,28%) |

## Zabytki
Zachowało się wiele zabytków z XIX wieku: zdobione budynki mieszkalne, budynki użyteczności publicznej, cerkiew Zmartwychwstania Pańskiego (XVIII-XIX wiek). W mieście znajduje się wiele zabytków należących do różnych epok, w tym unikalne zabytki architektury drewnianej.

## Gospodarka
W mieście rozwinął się przemysł spożywczy, drzewny, elektromaszynowy, wyrobów gumowych oraz chemiczny.

## Transport

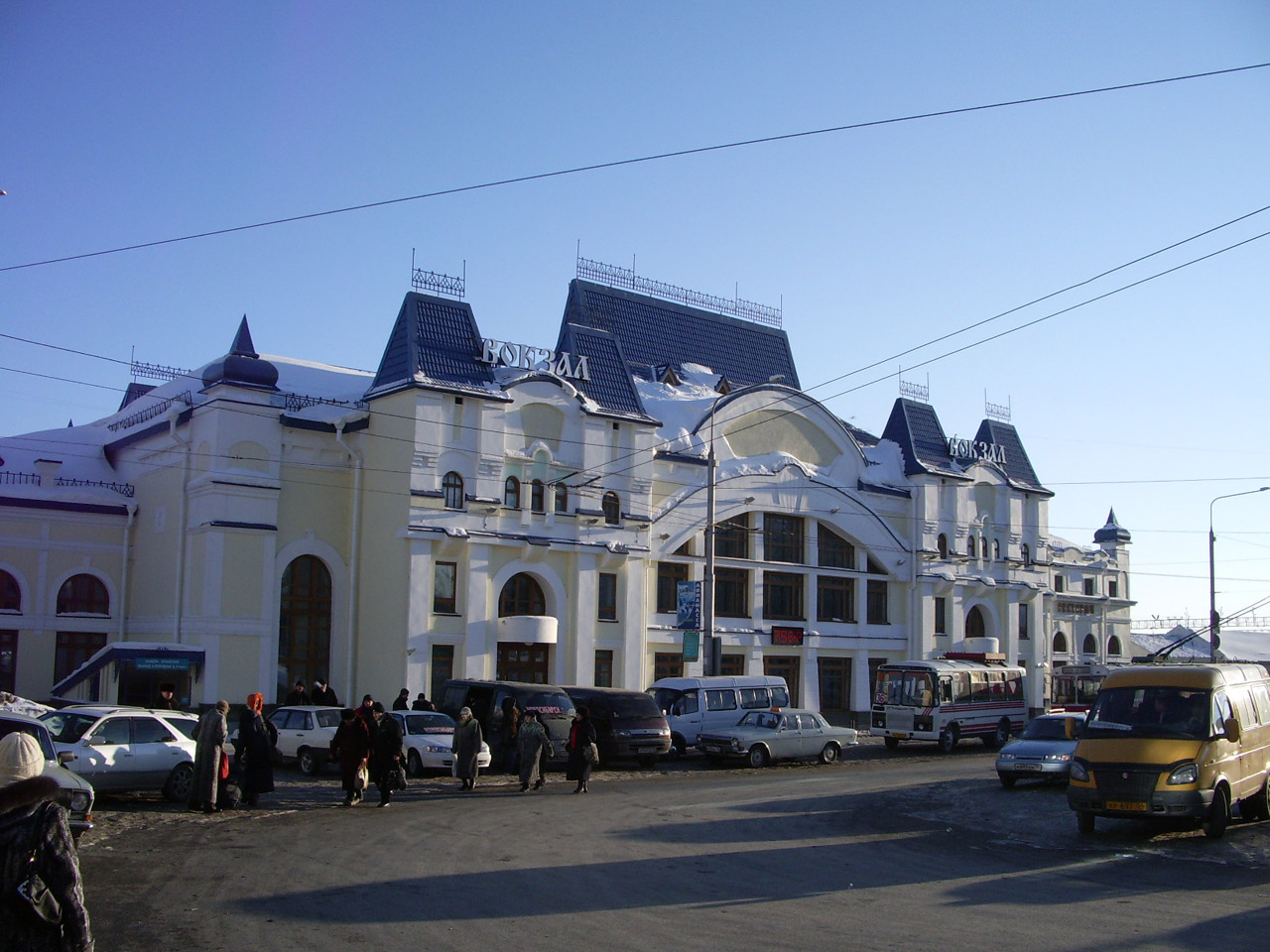
Dworzec Tomsk I

W mieście znajdują się dwie stacje kolejowe Tomsk I i Tomsk II, duży port rzeczny oraz lotnisko.

## Sport
- Tom Tomsk – klub piłkarski

## Galeria

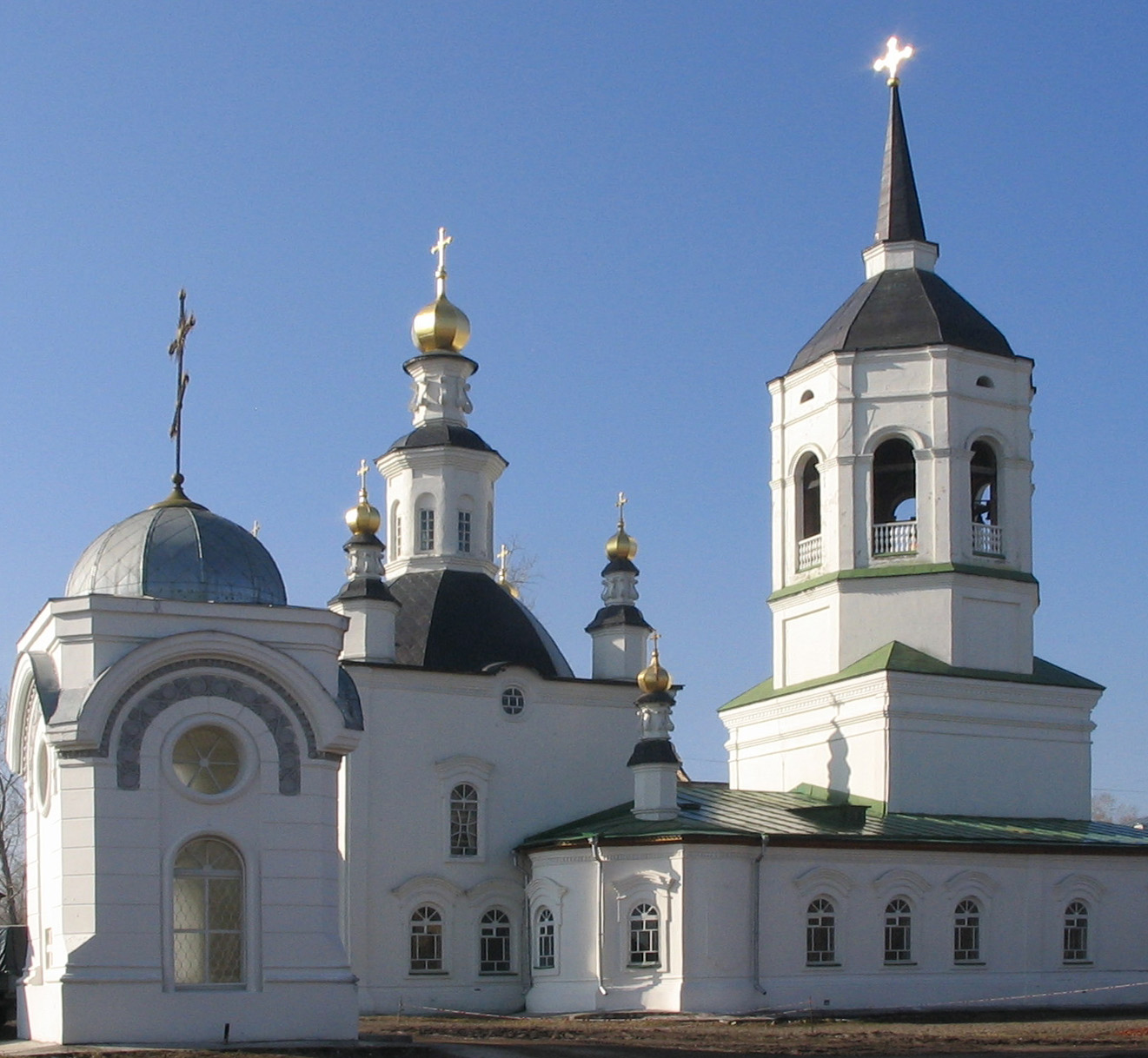
Cerkiew Kazańskiej Ikony Matki Bożej
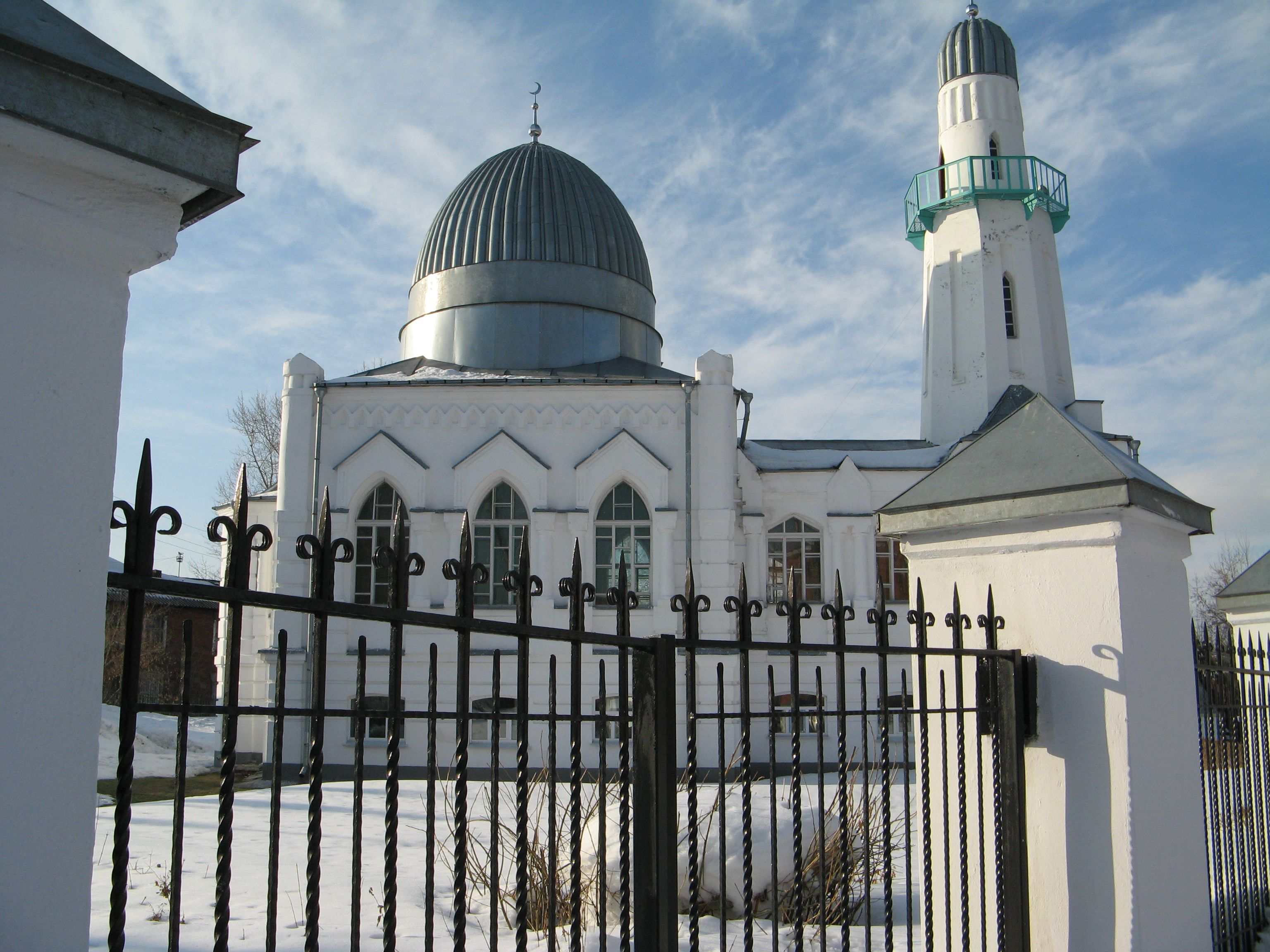
Biały meczet
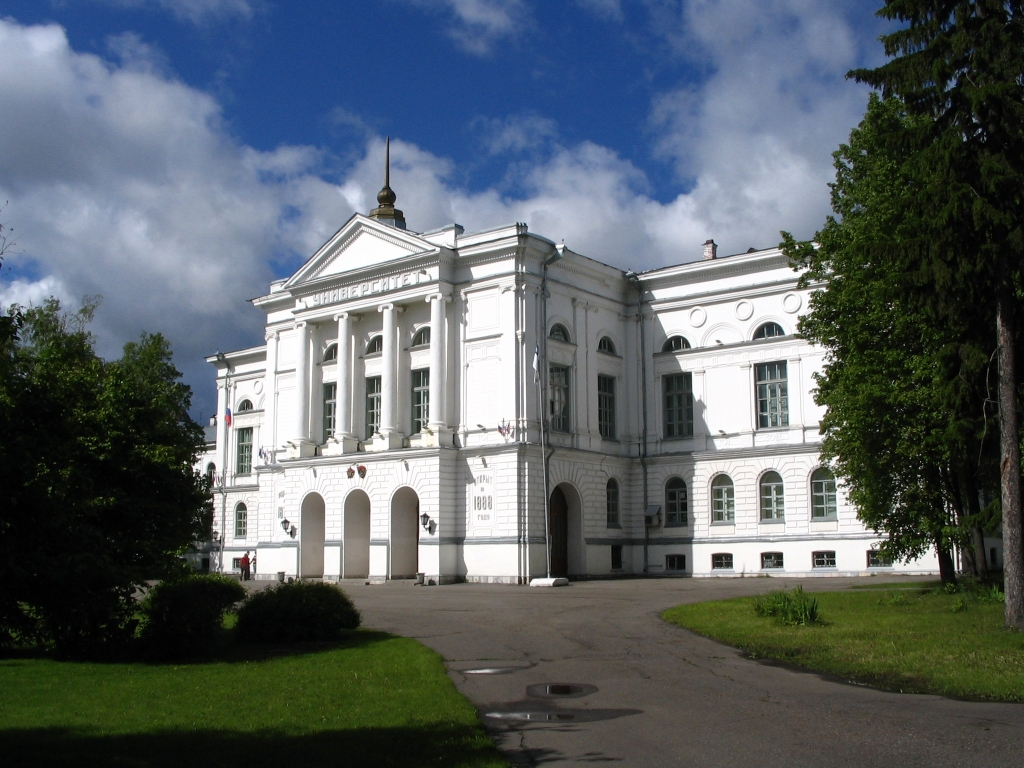
Uniwersytet w Tomsku
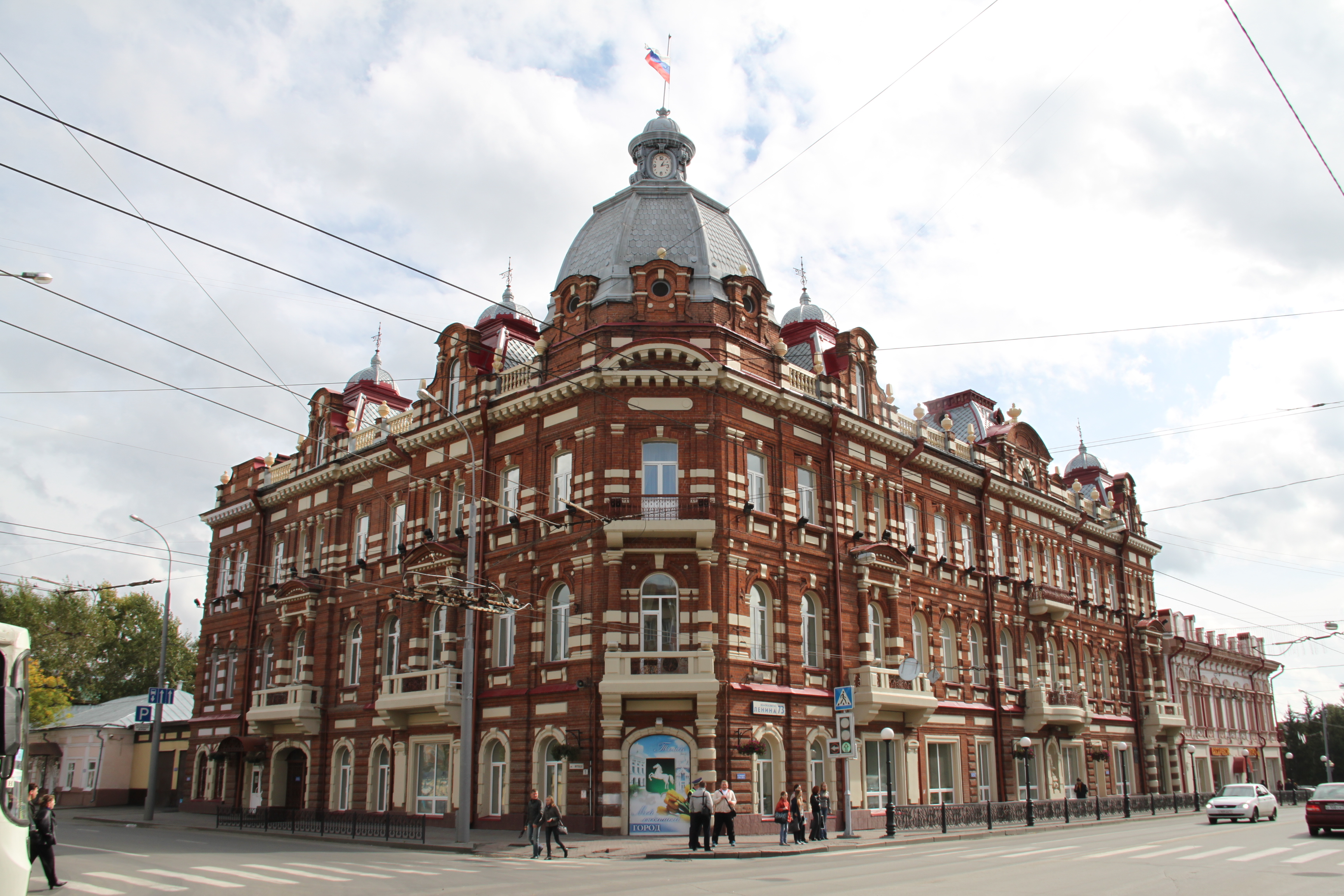
Ratusz
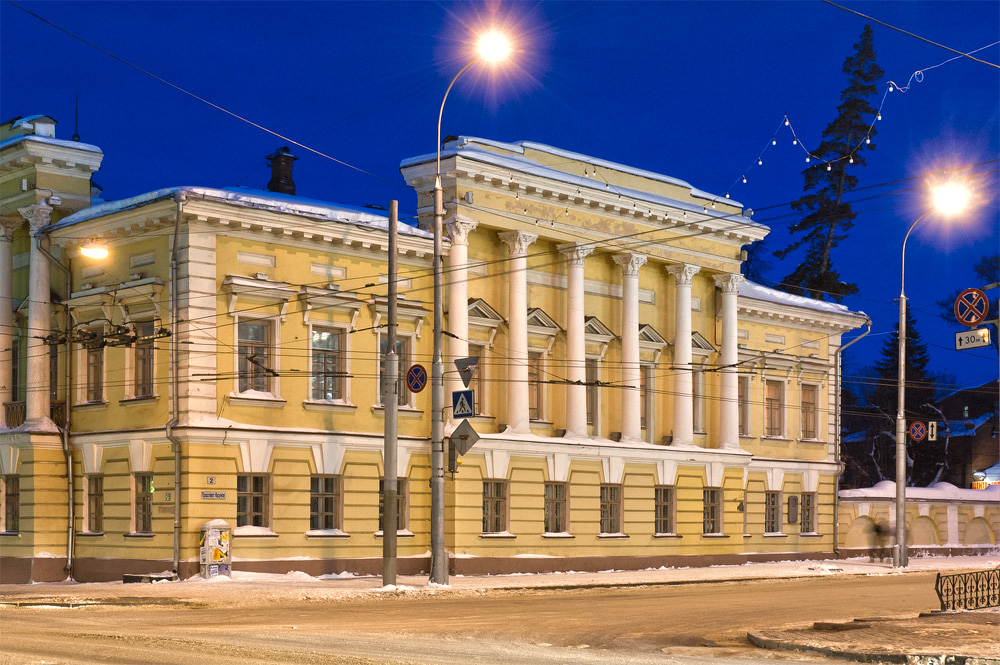
Muzeum krajoznawcze
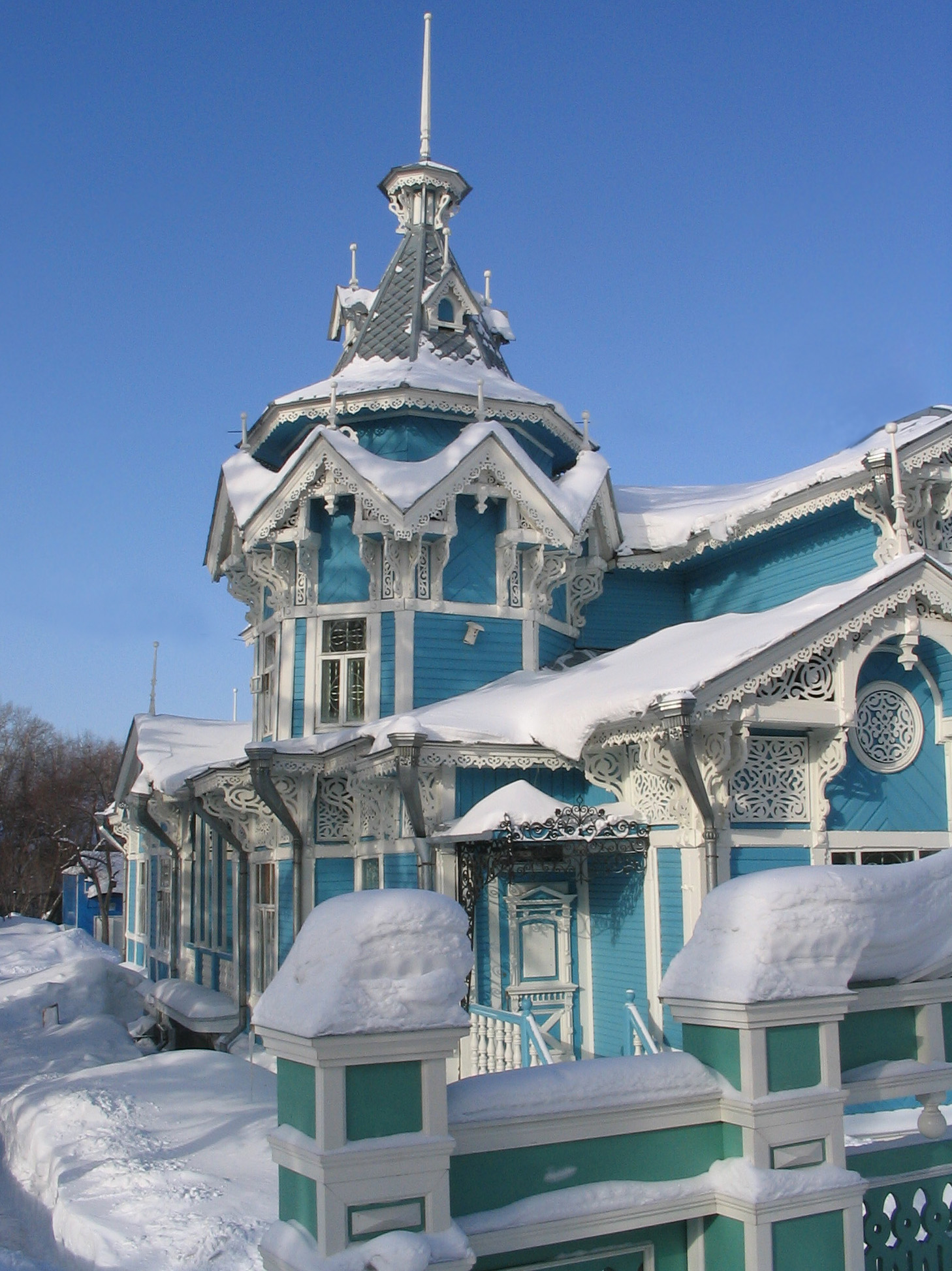
Dom rosyjsko-niemiecki
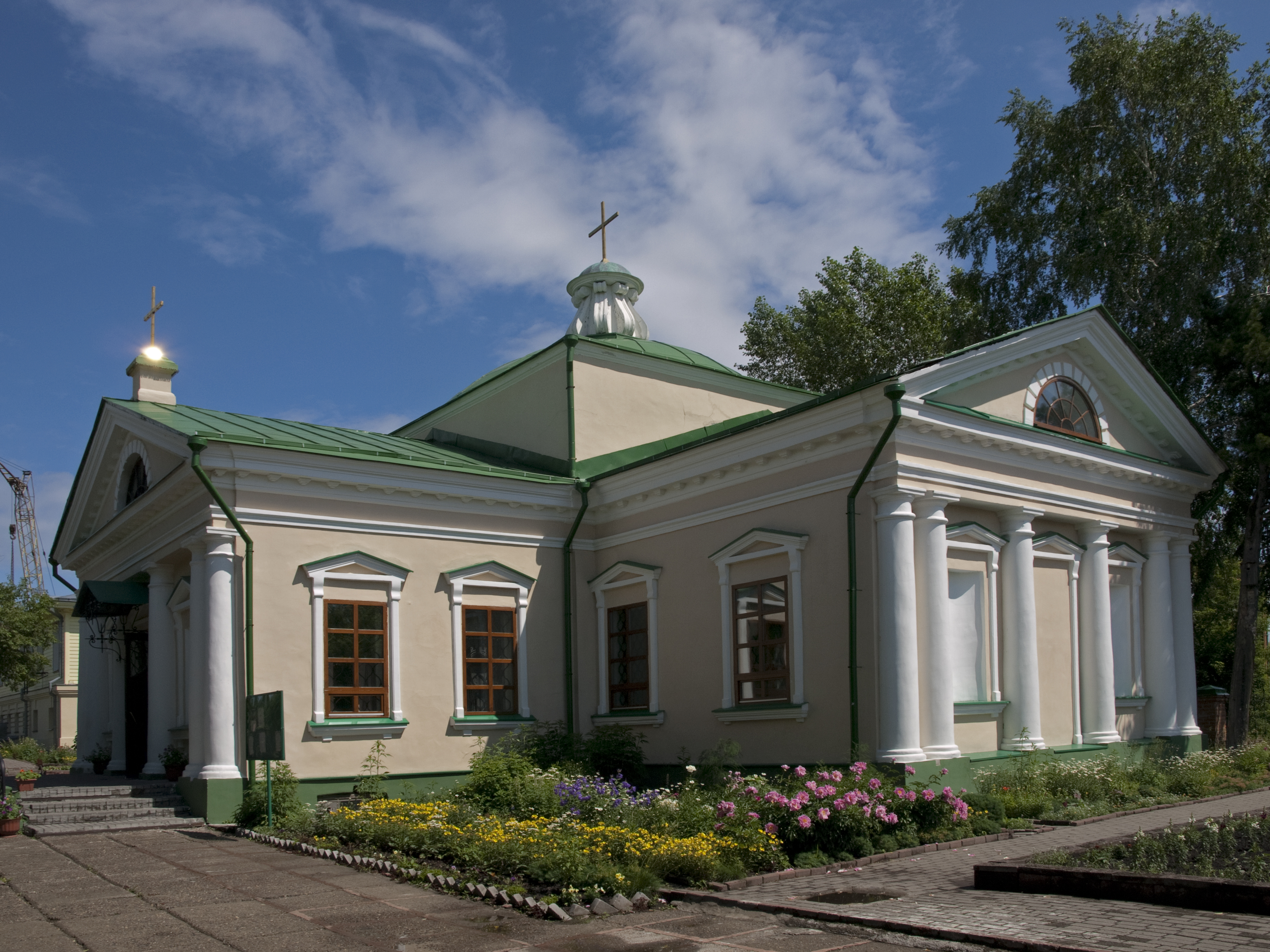
Kościół Polski

## Miasta partnerskie
- Monroe
- Tbilisi
- Ulsan